# Église Saint-Alpin d'Écury-sur-Coole
L’église Saint-Alpin d'Écury est un bâtiment du XIIe siècle situé à Écury-sur-Coole, en France.

## Historique
L'église, dédiée à  Alpin de Châlons est l'une des plus anciennes églises gothiques du centre de la Marne et l'une des rares ayant un clocher flammé. C'est un clocher qui devient très fin et tourne d'un huitième de tour. Elle date approximativement de 1170. À l'intérieur, on trouve un christ en croix du XIVe siècle et d'environ 1,30 m de hauteur, qui est classé monument historique au titre objet depuis 2002.

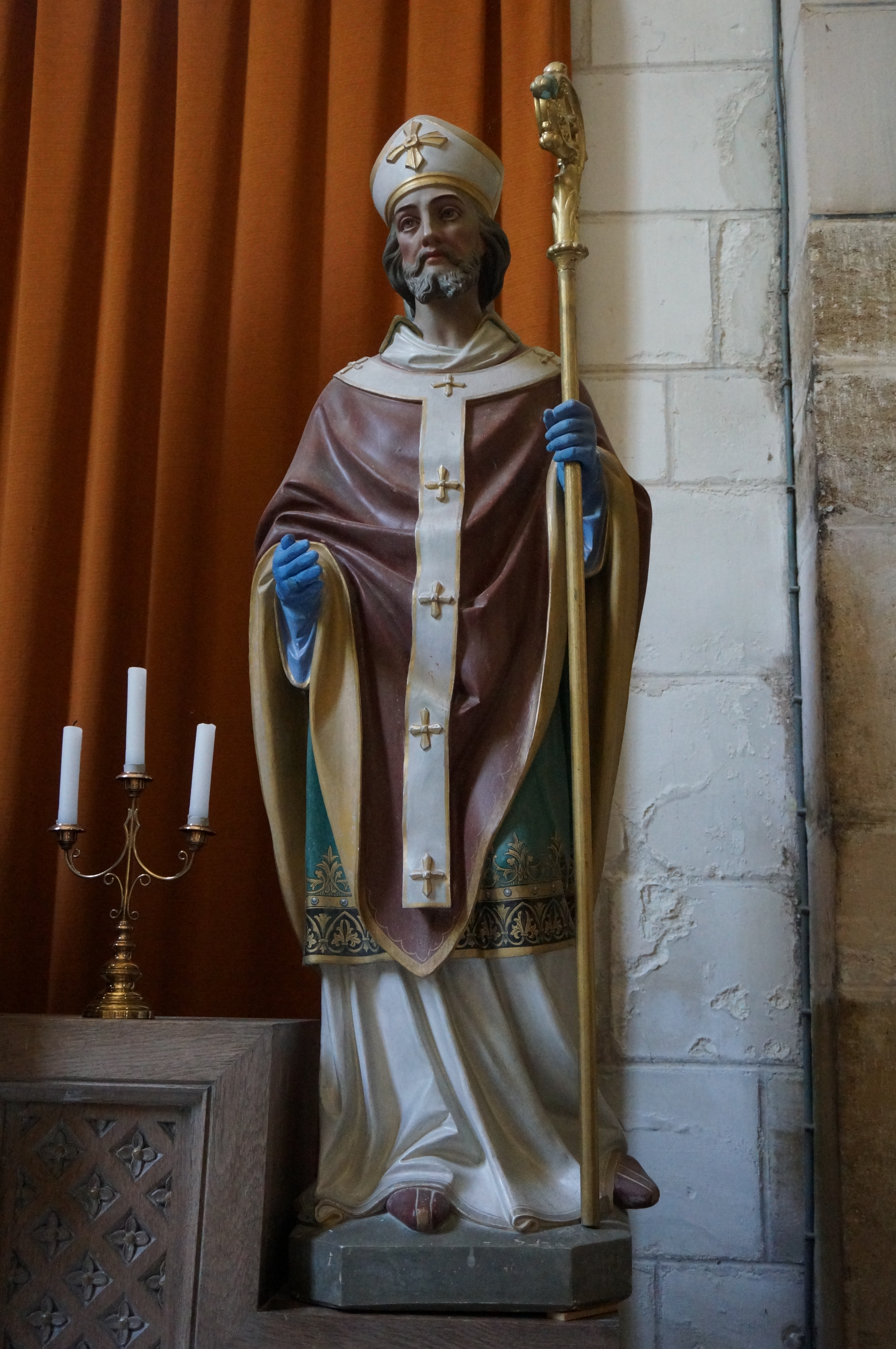
Statue d'Alpin.
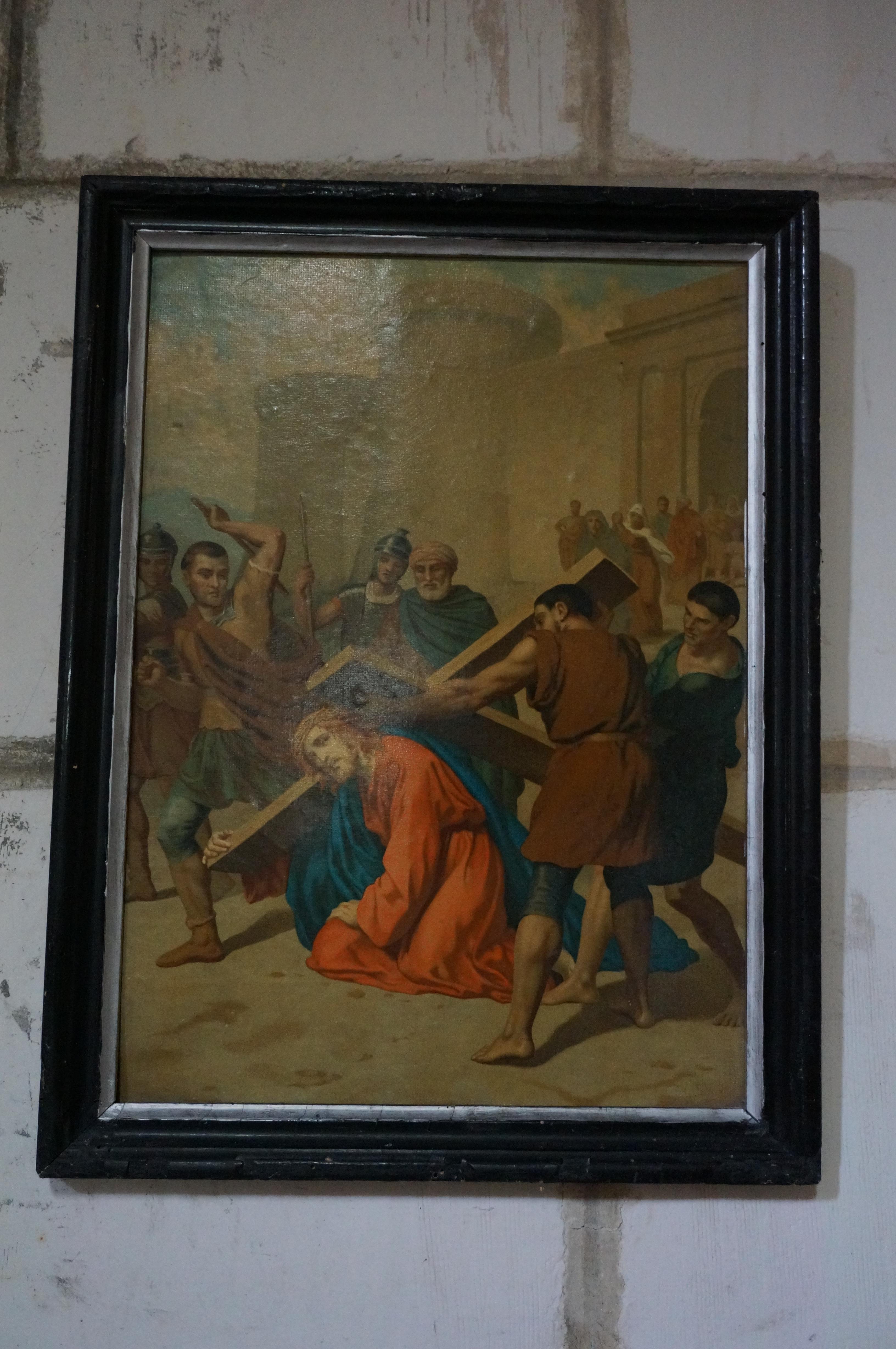
Chemin de croix.
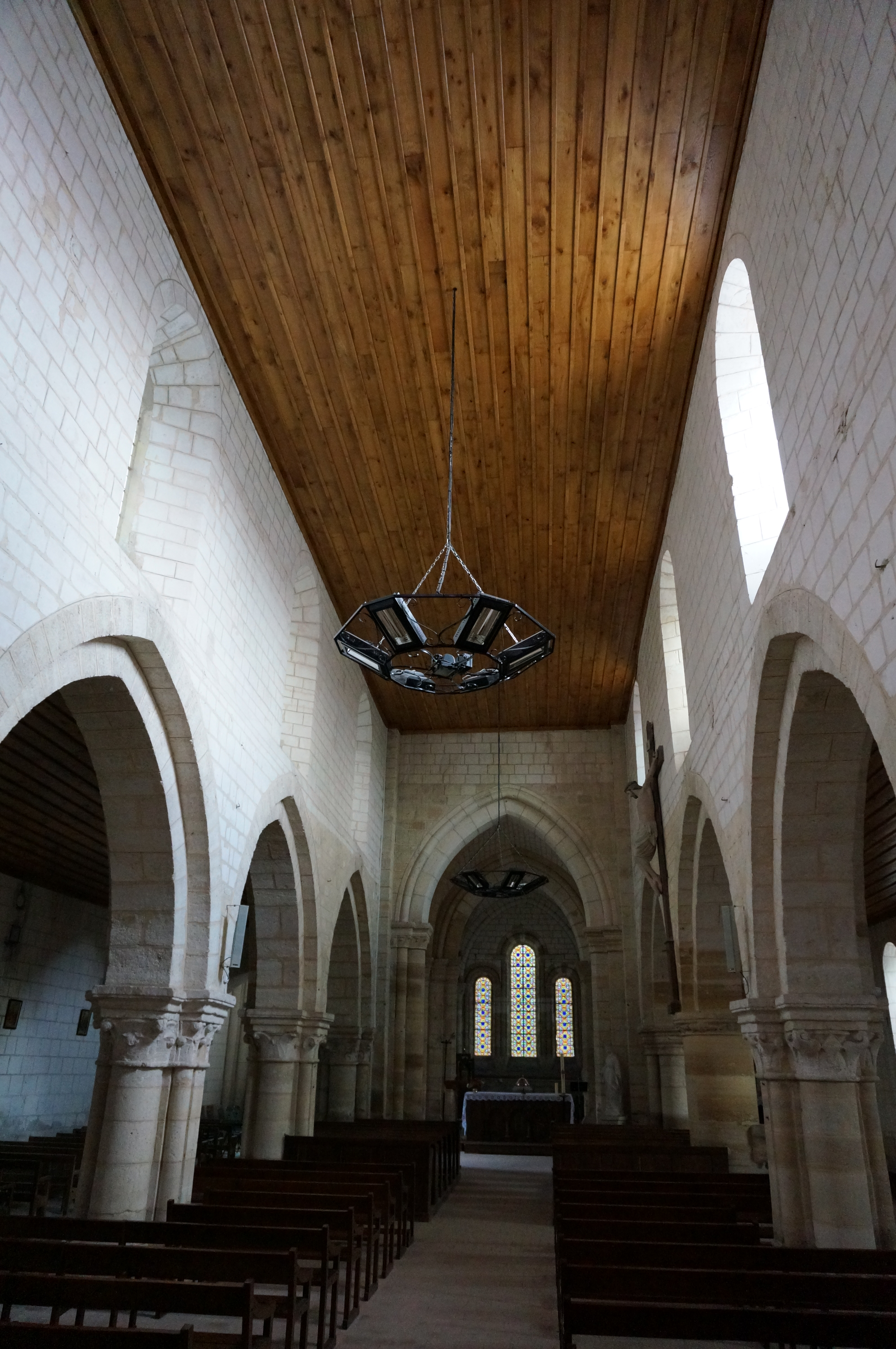
Nef à plafond plan.
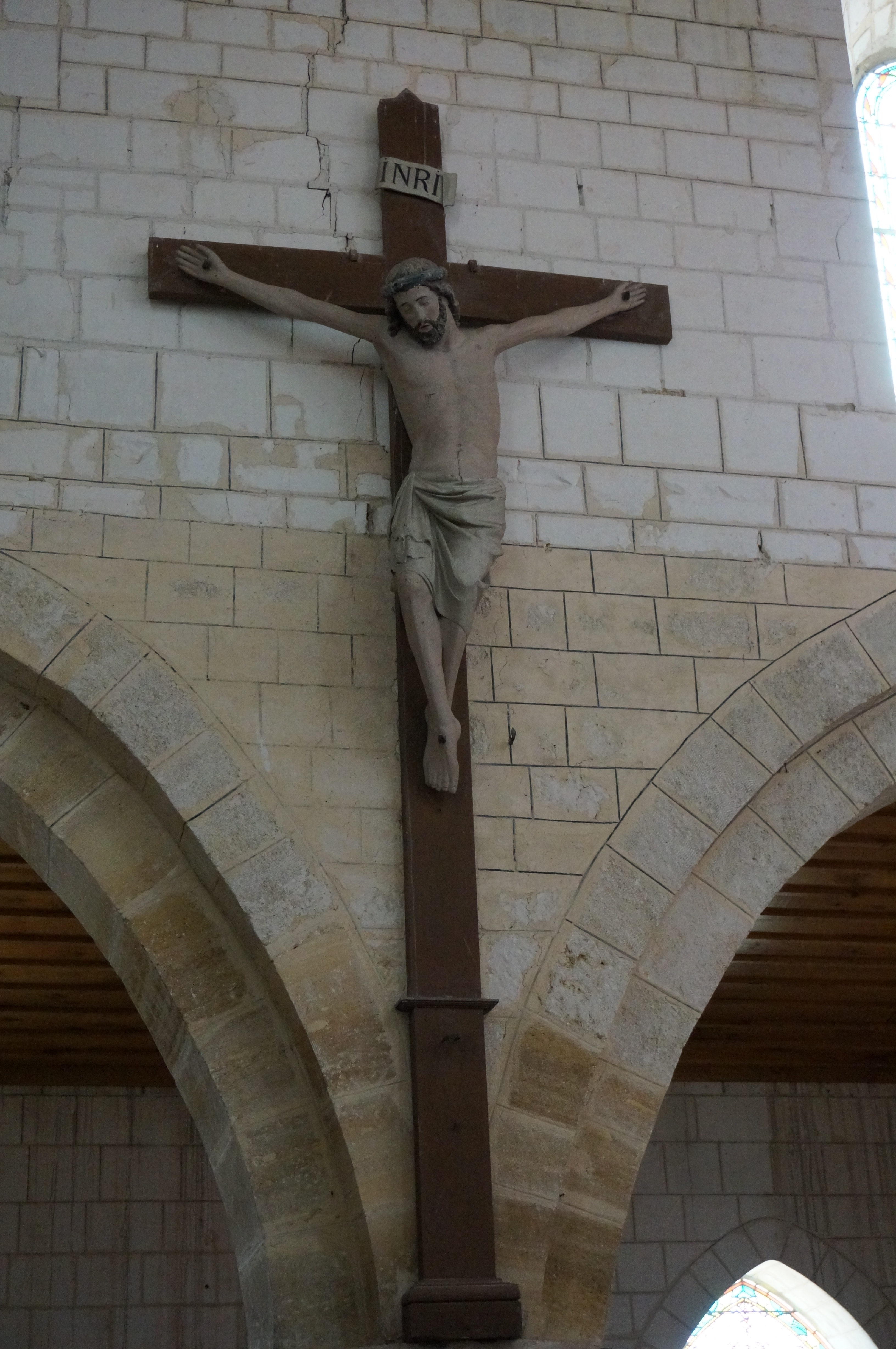
Christ en croix XIVe [3].